# Clocher de l'ancienne église de La Cropte
Le clocher de l'ancienne église de La Cropte est un édifice situé à La Cropte, dans le département français de la Mayenne.

## Situation
L'édifice est situé au nord-ouest du bourg de La Cropte.

## Architecture
L'édifice est classé au titre des Monuments historiques depuis le 1er février 1978.